# Evrovizijska Melodija 2017
La ventunesima edizione dell'Evrovizijska Melodija si è tenuta dal 17 al 24 febbraio 2017 presso il Gospodarsko a Lubiana e ha selezionato il rappresentante della Slovenia all'Eurovision Song Contest 2017 di Kiev.
Il vincitore è stato Omar Naber con On My Way.

## Organizzazione
L'emittente slovena Radiotelevizija Slovenija (RTV SLO) ha confermato la partecipazione della Slovenia all'Eurovision Song Contest 2017, ospitato dalla capitale ucraina di Kiev il 20 luglio 2016, mentre il successivo novembre ha confermato che avrebbe utilizzato come metodo di selezione nazionale l'Evrovizijska Melodija (EMA), giunto alla ventunesima edizione.
Tra il 20 luglio e il 3 novembre 2016 l'emittente slovena ha accettato le proposte da parte dei cantanti che aspiravano alla partecipazione, selezionando, tramite un apposito comitato tra le proposte, i 16 partecipanti all'evento.
Per la prima volta dal 2008, il festival sarà diviso in due semifinali da 8 partecipanti ed una finale, alla quale si sono qualificati i primi 4 classificati delle semifinali. I primi 2 sono stati scelti dal televoto, mentre gli ultimi due sono stati scelti dalla sola giuria composta dalle città di Lubiana, Kranj, Maribor, Capodistria, Novo Mesto e Celje.

## Regolamento
- Ogni autore può inviare al massimo due brani;
- autori ed esecutori possono essere sia cittadini sloveni che non, tuttavia nel caso in cui il/un compositore sia cittadino straniero, l'esecutore deve essere sloveno e viceversa;
- sul palco non possono essere presenti più di 6 persone;
- gli esecutori devono avere almeno 16 anni compiuti, o che siano compiuti entro il 9 maggio 2017;
- il brano dev'essere inedito e non può durare più di 3 minuti.

## Partecipanti
La lista dei partecipanti annunciata il 4 dicembre 2016. Amaya, inizialmente confermata come una dei partecipanti, si è ritirata sotto consiglio della sua etichetta discografica; è stata sostituita da Clemens con Tok ti sede.
| Artista                                    | Brano              | Lingua  | Compositori                                   |
| ------------------------------------------ | ------------------ | ------- | --------------------------------------------- |
| Alya                                       | Halo               | Inglese | Raay, Rok Lunaček, Tina Piš                   |
| Amaya                                      | –                  | –       | Daniel Gidlund, Jakob Shultze                 |
| BQL                                        | Heart of Gold      | Inglese | Maraaya, Anej Piletič                         |
| Clemens                                    | Tok ti sede        | Sloveno | Klemen Mramor                                 |
| Ina Shai                                   | Colour Me          | Inglese | Martina Šraj                                  |
| Kataya & Duncan Kamakana                   | Are You There      | Inglese | Tim Žibrat, Duncan Kamakana, Kataya           |
| King Foo                                   | Wild Ride          | Inglese | Rok Golob, Cherie Lucas                       |
| Lea Sirk                                   | Freedom            | Inglese | Lea Sirk, Gaber Radojevič                     |
| Nika Zorjan                                | Fse                | Sloveno | Maraaya, Nika Zorjan                          |
| Nuška Drašček                              | Flower in the Snow | Inglese | Pelé Loriano, Lina Button, Brendan Wade       |
| Omar Naber                                 | On My Way          | Inglese | Omar Naber                                    |
| Raiven                                     | Zažarim            | Sloveno | Jernej Kržič, Tadej Košir, Sara Briški Cirman |
| Sell Out                                   | Ni panike          | Sloveno | Miha Gorše, Uroš Obranovič, Tina Muc          |
| Tim Kores                                  | Open Fire          | Inglese | Jeff Lewis, Drew Lawrence                     |
| Tosca Beat                                 | Free World         | Inglese | Andraž Kržič, Tosca Beat, Peter Penko         |
| United Pandaz & Arsello feat. Alex Volasko | Heart to Heart     | Inglese | Arsello, Alex Volasko                         |
| Zala                                       | Lalalatino         | Inglese | Zala Đurić Ribič                              |

## Semifinali

### Prima semifinale
La prima semifinale si è tenuta il 17 febbraio 2017 presso la Gospodarsko di Lubiana.
I 4 finalisti sono stai: Omar Naber, Sell Out, KiNG FOO e Nika Zorjan.
     Qualificato dal televoto
     Qualificato dalla giuria
| # | Artista     | Titolo     | Televoto | Giuria |   |          |           |    |    |
| - | ----------- | ---------- | -------- | ------ | - | -------- | --------- | -- | -- |
| # | Artista     | Titolo     | Televoto | Giuria | 1 | KiNG FOO | Wild Ride | 8° | 2° |
| 2 | Nika Zorjan | Fse        | 4°       | 3°     |   |          |           |    |    |
| 3 | Tosca Beat  | Free World | 3°       | 5°     |   |          |           |    |    |
| 4 | Lea Sirk    | Freedom    | 5°       | 4°     |   |          |           |    |    |
| 5 | Sell Out    | Ni panike  | 2°       | 8°     |   |          |           |    |    |
| 6 | Zala        | Lalalatino | 7°       | 7°     |   |          |           |    |    |
| 7 | Alya        | Halo       | 6°       | 6°     |   |          |           |    |    |
| 8 | Omar Naber  | On My Way  | 1°       | 1°     |   |          |           |    |    |

### Seconda semifinale
La seconda semifinale si è tenuta il 18 febbraio 2017 presso la Gospodarsko di Lubiana.
I 4 finalisti sono stai: BQL, Nuška Drašček, Tim Kores e Raiven.
     Qualificato dal televoto
     Qualificato dalla giuria
| # | Artista                                    | Titolo             | Televoto | Giuria |   |         |             |    |    |
| - | ------------------------------------------ | ------------------ | -------- | ------ | - | ------- | ----------- | -- | -- |
| # | Artista                                    | Titolo             | Televoto | Giuria | 1 | Clemens | Tok ti sede | 8° | 6° |
| 2 | Raiven                                     | Zažarim            | 3°       | 4°     |   |         |             |    |    |
| 3 | Kataya & Duncan Kamakana                   | Are You There      | 6°       | 8°     |   |         |             |    |    |
| 4 | BQL                                        | Heart of Gold      | 1°       | 3°     |   |         |             |    |    |
| 5 | Ina Shai                                   | Colour Me          | 5°       | 5°     |   |         |             |    |    |
| 6 | United Pandaz & Arsello feat. Alex Volasko | Heart to Heart     | 7°       | 7°     |   |         |             |    |    |
| 7 | Tim Kores                                  | Open Fire          | 4°       | 2°     |   |         |             |    |    |
| 8 | Nuška Drašček                              | Flower in the Snow | 2°       | 1°     |   |         |             |    |    |

## Finale
La finale si è tenuta il 24 febbraio 2017 presso la Gospodarsko di Lubiana.
Si sono esibiti come interval acts la vincitrice dell'Eurovision Song Contest 2016 Jamala, la vincitrice dell'edizione precedente ManuElla e Toni Cetinski.
| # | Artista       | Titolo             | Punteggio | Punteggio | Punteggio | Posizione |
| # | Artista       | Titolo             | Giuria    | Televoto  | Totale    | Posizione |
| - | ------------- | ------------------ | --------- | --------- | --------- | --------- |
| 1 | Sell Out      | Ni panike          | 0         | 24        | 24        | 6         |
| 2 | Nuška Drašček | Flower in the Snow | 56        | 12        | 68        | 4         |
| 3 | Tim Kores     | Open Fire          | 10        | 0         | 10        | 8         |
| 4 | Nika Zorjan   | Fse                | 20        | 36        | 56        | 5         |
| 5 | KiNG FOO      | Wild Ride          | 14        | 0         | 14        | 7         |
| 6 | Omar Naber    | On My Way          | 64        | 60        | 124       | 1         |
| 7 | BQL           | Heart of Gold      | 42        | 72        | 114       | 2         |
| 8 | Raiven        | Zažarim            | 46        | 48        | 94        | 3         |

## All'Eurovision Song Contest

### Verso l'evento

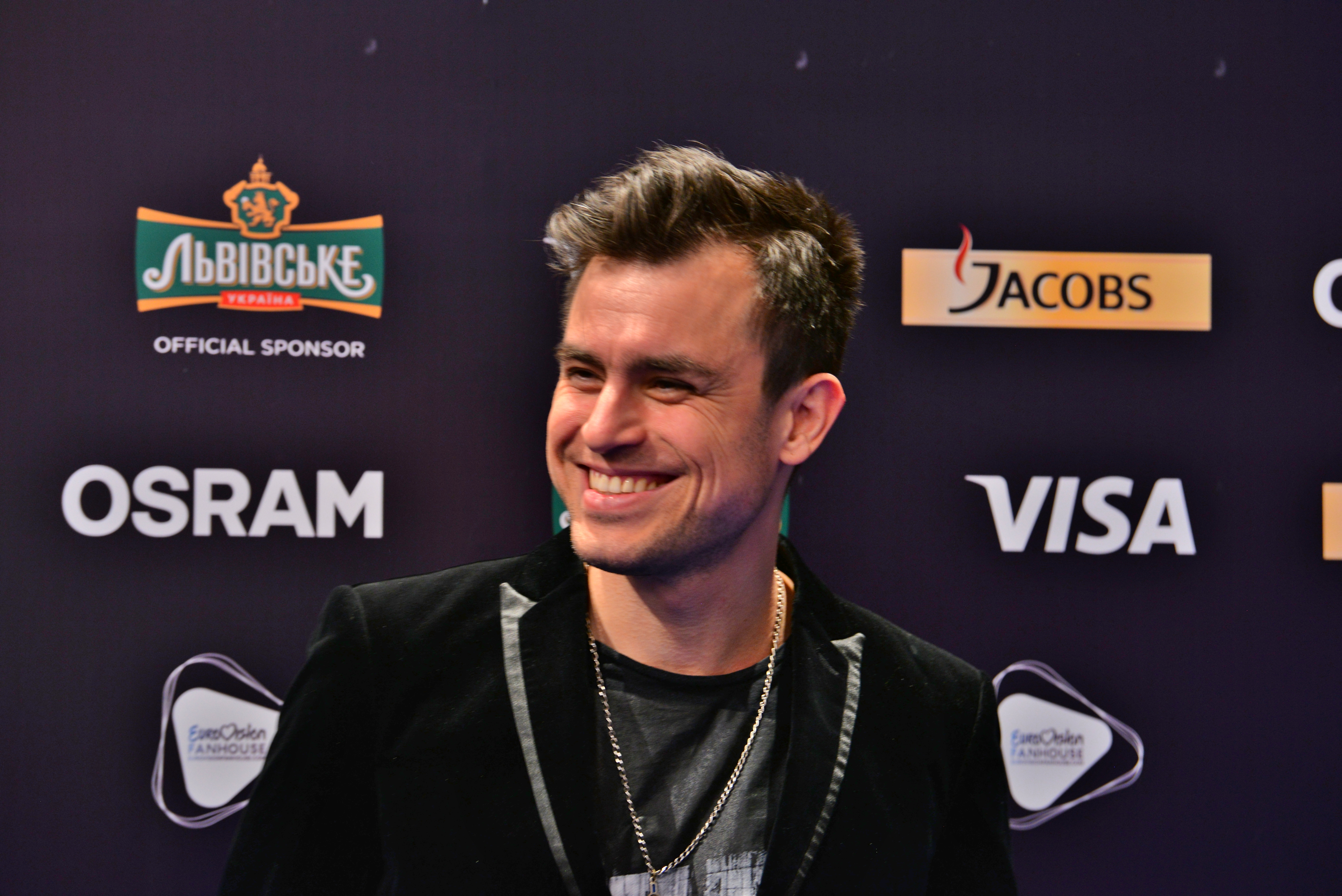
Omar Naber durante la conferenza stampa

Omar Naber, per sponsorizzare il proprio brano, ha preso parte al London Eurovision Party (Londra, 2 aprile 2017), all'Israel Calling (Tel Aviv, 3-6 aprile 2017) e all'Eurovision in Concert (Amsterdam, 8 aprile 2017).
Il 31 gennaio 2017 si è tenuto il sorteggio che ha determinato la composizione delle due semifinali, che ha posizionato la Slovenia nella seconda metà della prima semifinale. Il 31 marzo, con la decisione dell'ordine di esibizione, la nazione è stata posta al 17º posto, dopo l'armena Artsvik e prima dei lettoni Triana Park.

### Performance
Le prove generali si sono tenute il 1° e 5 maggio, seguite dalle prove costume l'8 e il 9 maggio, includendo l'esibizione per le giurie dell'8 maggio, dove le varie giurie nazionali hanno visto e votato i partecipanti alla prima semifinale.
La Slovenia si è esibita per 17ª nella prima semifinale, classificandosi 16ª con 36 punti e non qualificandosi per la finale.

### Giuria e commentatori
La giuria slovena per l'Eurovision Song Contest 2017 è stata composta da
- Darja Švajger, cantautrice e presidente di giuria (rappresentante della Slovenia all'Eurovision 1995 e Eurovision 1999);
- Nika Zorjan, cantante;
- Gaber Radojevič, compositore e produttore discografico;
- Aleksander Lavrini, editore musicale;
- Jernej Dirnbek, musicista e paroliera.

Le semifinali dell'evento sono state trasmesse sul canale televisivo TV SLO 2, mentre la finale è stata trasmessa da TV SLO 1 con il commento di Andrej Hofer. La prima semifinale e la finale sono state trasmesse anche dall'emittente radiofonica Radio Val 202, mentre tutte e tre le serate sono state trasmesse da Radio Maribor.
La portavoce dei voti della giuria in finale è stata Katarina Čas.

### Voto

#### Punti assegnati alla Slovenia
| Giurie 10° (49 punti)   | Giurie 10° (49 punti) | Giurie 10° (49 punti) | Giurie 10° (49 punti) | Giurie 10° (49 punti)             |
| 12                      | 10                    | 8                     | 7                     | 6                                 |
| ----------------------- | --------------------- | --------------------- | --------------------- | --------------------------------- |
|                         |                       |                       |                       |                                   |
| 5                       | 4                     | 3                     | 2                     | 1                                 |
| - Polonia               | - Georgia - Spagna    |                       |                       | - Finlandia - Montenegro - Svezia |
| Televoto 17° (16 punti) |                       |                       |                       |                                   |
| 12                      | 10                    | 8                     | 7                     | 6                                 |
|                         |                       | - Montenegro          |                       |                                   |
| 5                       | 4                     | 3                     | 2                     | 1                                 |
|                         | - Portogallo          | - Polonia             | - Belgio - Finlandia  | - Repubblica Ceca                 |

#### Punti assegnati dalla Slovenia
| Punti | Giuria          | Televoto    |
| ----- | --------------- | ----------- |
| 12    | Australia       | Portogallo  |
| 10    | Repubblica Ceca | Moldavia    |
| 8     | Portogallo      | Belgio      |
| 7     | Svezia          | Azerbaigian |
| 6     | Finlandia       | Montenegro  |
| 5     | Georgia         | Svezia      |
| 4     | Polonia         | Cipro       |
| 3     | Azerbaigian     | Australia   |
| 2     | Belgio          | Finlandia   |
| 1     | Armenia         | Albania     |

| Punti | Giuria      | Televoto    |
| ----- | ----------- | ----------- |
| 12    | Portogallo  | Croazia     |
| 10    | Regno Unito | Italia      |
| 8     | Bulgaria    | Portogallo  |
| 7     | Australia   | Bulgaria    |
| 6     | Svezia      | Belgio      |
| 5     | Belgio      | Ungheria    |
| 4     | Polonia     | Azerbaigian |
| 3     | Armenia     | Moldavia    |
| 2     | Italia      | Romania     |
| 1     | Paesi Bassi | Svezia      |